# Фотоволтаична клетка
Фотоволтаични клетки или наричани още соларни клетки, са ключовия елемент за приемане на слънчева енергия във фотоволтаичните панели.

## История

### Откриване на фотоелектричеството
Шотландският учен Джеймс Максуел открива електрическата проводимост на полупроводников материал, произведени от селен, облъчени със светлина. Това откритие е направено през 1874 година. Уилоугби Смит през 60-те години на 19 век използва блокчета от селен за тестване на съпротивлението при прекарването на телеграфни кабели и открива, че той притежава фотопроводимост. Десет години по-късно британските учени Уилям Адамс и неговият студент Ричард Евън Дей започват редица експерименти със селена. Двамата учени дефинират тока, произведен от селеновия материал, като фотоелектричество.

### Първите клетки
Американският учен Чарлз Фритс създава една от първите селенови плочи които произвеждат постоянен ток. През 20-те години на XX-век учените задълбочават работата си върху фотоелектричеството. Този термин е бързо заменен с фотоволтаичен ефект, който е в основата на фотоволтаичните модули. Дарел Чапин през 1953 година, със селенова клетка, получава мощност от 4,9 вата на квадратен метър.

## Структура
В зависимост от типа на клетката, размерите ѝ варират от 2-3 сантиметра до милиметри и нанометри. P и N области от силиций се нанасят върху подложка, която служи за основа. Върху тях се нанася електропроводящ слой. Накрая за изолация се поставя анти-рефликтивен слой и диелектричен слой – най-често стъкло. Диаграмата на Шотки-Куисър, дефинира ефективността на фотоволтаичната клетка.

## Видове фотоволтаични клетки
- Монокристални (еднокристални) Силициеви
- Поликристални Силициеви
- Тънкослойни (аморфни силициеви, органични фотоволтаични, кадмиево-телуридови, на основата на медно-индиум-галиеви-селенид)
- Интегрирани Силициеви [5]